# 佩恩斯
佩恩斯是巴西米纳斯吉拉斯州的一个市镇。总面积418.043平方公里，总人口8122人，人口密度19.4人/平方公里。